# Hu die dao

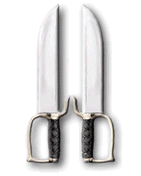
Hu Die Dao.

El Hu Die Dao o Bart Chan Dao es un dao corto, provisto de una guardia curva, empleado en el estilo Wing Chun de Kung Fu; la forma y tamaño del arma está diseñada para permitir llevarla escondida en las mangas anchas de la vestimenta tradicional china. Probablemente desarrolladas en la época de la dinastía Ming, eran, junto con el dao o sable chino, las armas tradicionales de los antiguos piratas del mar de la China Meridional.